# Pinsap
El pinsap (Abies pinsapo)és una espècie de conífera de la família de les pinàcies, de distribució molt restringida al sud de la península Ibèrica i nord d'Àfrica. Està emparentat amb altres espècies d'avets de distribució mediterrània. També rep les denominacions d'avet andalús, avet d'Andalusia o avet d'Espanya.

## Localització

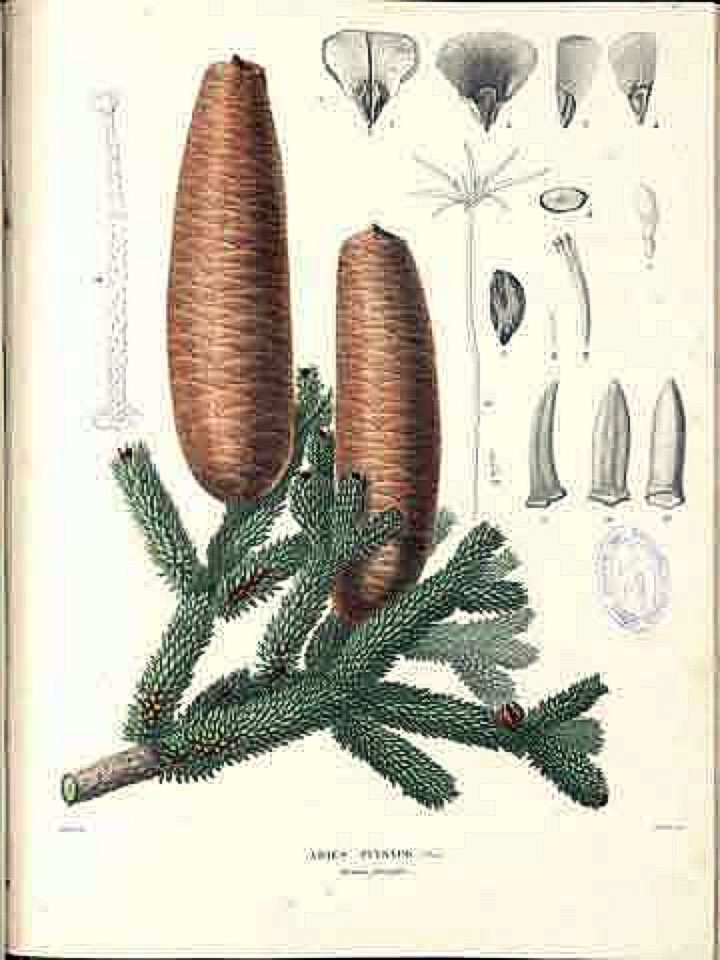
Il·lustració

Les avetoses naturals d'aquesta espècie (denominades pinsapars) únicament es localitzen en determinats punts de la Serranía de Ronda a Espanya, enclavada en l'extrem occidental de la serralada Bètica (províncies de Màlaga i Cadis), i al Rif marroquí, encara que alguns autors consideren l'avet marroquí una espècie diferent (A. maroccana).

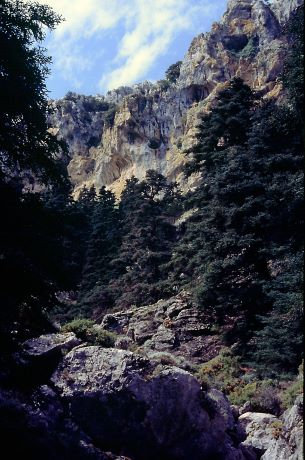
Pinsaps a la Sierra de las Nieves a Màlaga

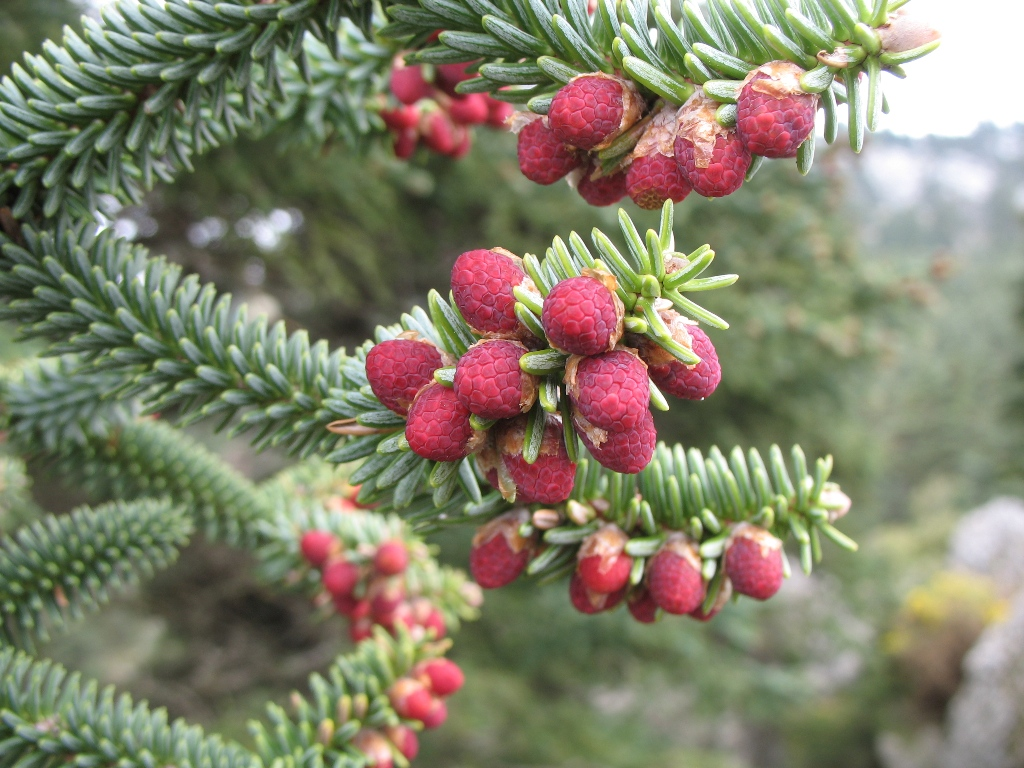
Cons masculins

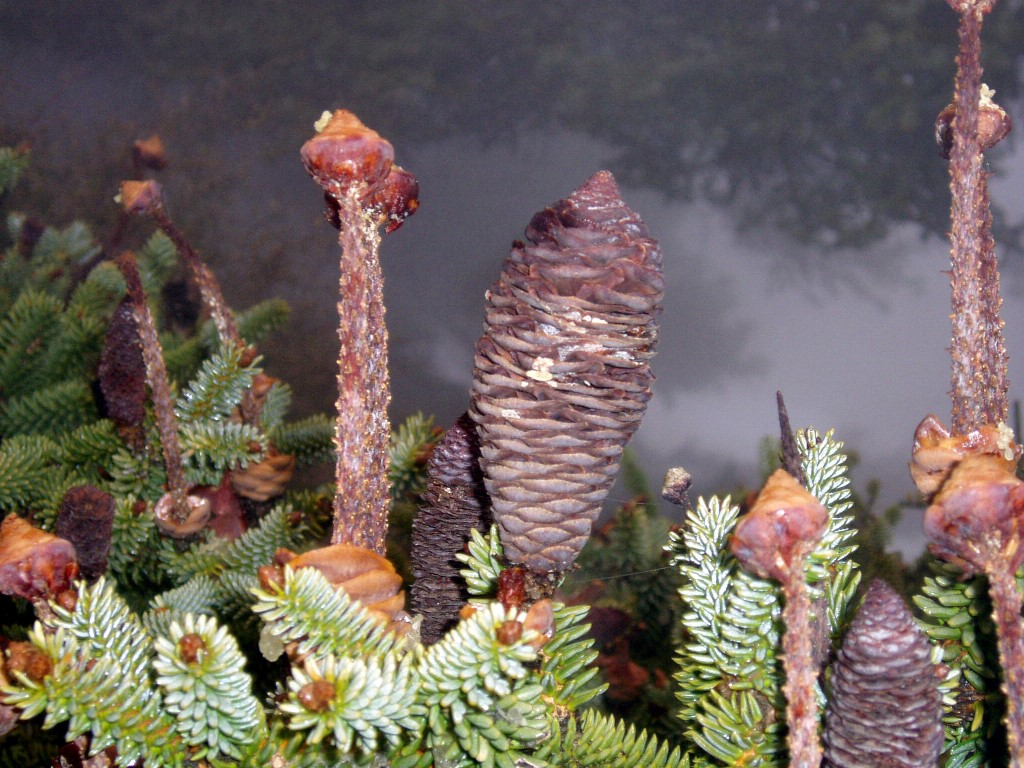
Cons femenins

La major part dels pinsapars espanyols es troben en àrees protegides sota alguna figura legal: Parc Natural de la Serra de las Nieves i Paratge Natural dels Reals de Serra Bermeja, a la província de Màlaga, i Parc Natural Sierra de Grazalema a la província de Cadis.
A la Serra de Santa Cruz, Orcajo (província de Saragossa), fora de la seva àrea natural de distribució, hi ha també un pinsapar, fruit d'una repoblació de principis del segle xx.

## Descripció
És un arbre robust, de fins a 30 metres d'alçada, de capçada piramidal (encara que la seva forma varia depenent de l'edat i de les adversitats sofertes per l'arbre), que presenta acícules curtes, de 10 a 15 mm, gruixudes i rígides, d'àpex agut, disposades helicoidalment, cosa que dona a les branquetes l'aspecte d'un raspall per a tubs. Aquesta morfologia i disposició de les acícules faciliten una menor evapotranspiració i permet a aquesta espècie una certa resistència enfront de la sequera estival, típica de l'àmbit mediterrani. Les pinyes són cilíndriques i, com en les altres espècies del gènere, se situen en la part superior de la copa. Estan formades per escates caduques que es desarticulen de l'eix llenyós (raquis) en la tardor del primer any, alliberant les llavors alades.

## Hàbitat
Els boscos peninsulars d'aquesta espècie es troben entre 1.000-1.700 metres d'altitud. Són formacions pures o barrejades en menor mesura amb roure valencià (Quercus faginea), auró negre (Acer monspessulanum i Acer granatense) o pins (Pinus halepensis i P. pinaster). El pinsap requereix unes condicions de temperatura no gaire extremes, amb estius frescos i hiverns freds, amb elevades precipitacions a la primavera i boires freqüents a la tardor i primavera, i una certa humitat estival, i es pot classificar aquest clima com a submediterrani de muntanya humit. Els pinsapars es desenvolupen amb tota la seva esplendor en les zones d'obaga, i no falten als solells, encara que en aquest cas són boscos més esclarissats. Aquesta espècie és indiferent al substrat, i creix tant en sòls calcaris com de peridotites.

## Usos i conservació
Els pinsapars tenen un elevat valor paisatgístic i científic. Malgrat la protecció de què gaudeixen aquests boscos, encara són molts els perills que els amenacen: incendis provocats, projectes urbanístics, erosió, falta de regeneració per sobrepastoreig, excés de visitants incontrolats, etc. El pinsap va ser descrit per a la ciència pel botànic suís Edmund Boissier, en la seva obra Voyage botanique dans le Midi de l'Espagne ('Viatge botànic pel sud d'Espanya'), 1838.

## Taxonomia
Hi ha tres varietats, la tipus a Espanya i les altres, Abies pinsapo var. marocana i Abies pinsapo var. tazaotana, endèmiques del Rif Marroquí, tractades com espècies independents per alguns autors.